# Sekret (пісня)
«Sekret» (з алб. — Секрет) — пісня албанської співачки Ронели Хаяті, яка була випущена 5 березня 2022 року. Ця пісня представляла Албанію на Євробачення 2022, де посіла 12 місце в півфіналі та не змогла пройти до фіналу.

## Євробачення

### Festivali i Këngës
Албанська національна телекомпанія Radio Televizioni Shqiptar (RTSH) організувала щорічний, 60-й конкурс Festivali i Këngës, щоб вибрати представника на пісенному конкурсі Євробачення 2022. Він складався з двох півфіналів, що відбулися 27 та 28 грудня відповідно та фіналу, що пройшов 29 грудня 2021 року. Музичні критики прихильно ставилися до вокальної подачі Хаяті та до етнічних мотивів пісні, а ЗМІ розглядали співачку як сильну претендентку на перемогу у відборі.
Відеолистівка перед виступом зображала Ронелу, її попередні музичні номери та близькі стосунки з батьком, Марашем Хаяті, який кілька років очолював RTSH. Під час своїх виступів, натхнених воїнами, Хаяті носила чорно-золотий костюм та щільний корсет, щоб передати свою силу. На сцені співачку супроводжували численні танцюристи, а на світлодіодному фоні демонструвалися різноманітні темні образи.
У фіналі Festivali i Këngës 2021 Хаяті стала переможницею та автоматично здобула право бути представницею Албанії на Євробаченні 2022.

### Євробачення 2022
Після жеребкування, яке відбулося 25 січня 2022 року, стало відомо, що Албанія виступить першою з 17 країн у першому півфіналі. 10 травня 2022 року, у півфіналі конкурсу, Ронела посіла 12 місце, через що не змогла досягти фіналу.

## Чарти
| Чарт (2022)            | Найвища позиція |
| ---------------------- | --------------- |
| Албанія (The Top List) | 3               |
| Греція (IFPI)          | 67              |